# ミニワールド (日本の雑誌)
Mini World（ミニワールド）は、1988年から2001年まで発行された日本の英語雑誌。

## 概要
語彙レベルは2,000語で、中学 3 年生の英語の標準に相当した。
約７割の記事がカセットテープに録音され、またQ＆Aもついているものもあり、リスニング練習や音読練習等、音声を用いた学習等も可能であった。